# Kalvtjärnarna (Lycksele socken, Lappland, 718678-160960)
Kalvtjärnarna är en sjö i Lycksele kommun i Lappland och ingår i Umeälvens huvudavrinningsområde.